# Крипта Колонии Гуэля
Крипта Колонии Гуэля (исп. Cripta de la Colonia Güell) — церковь, ставшая прототипом всемирно известного собора Святого Семейства в Барселоне. Расположена в Колонии Гуэль, в Санта-Колома-де-Сервельо.
В 2005 году вместе с шестью другими архитектурными памятниками, созданными Антони Гауди (Храм Святого Семейства, дома Ла-Педрера, Висенс и Бальо, а также Парк Гуэля и Дворец Гуэля), Крипта Колонии Гуэля также была объявлена частью Всемирного наследия.

## История
Работа над проектом церкви была начата еще в 1898 году. Сооружение было возведено в 1908–1917 годах по заказу мецената Эусеби Гуэля для текстильной усадьбы Санта Колома-де-Сервельо. Строительство было приостановлено после смерти заказчика по финансовым соображениям. Архитектор успел соорудить только первый этаж.
Фасад создан по гиперболическим формам, на которых полностью отсутствуют прямые линии. Весь ансамбль украшен мозаикой. Мозаика над входом изображает семь добродетелей.

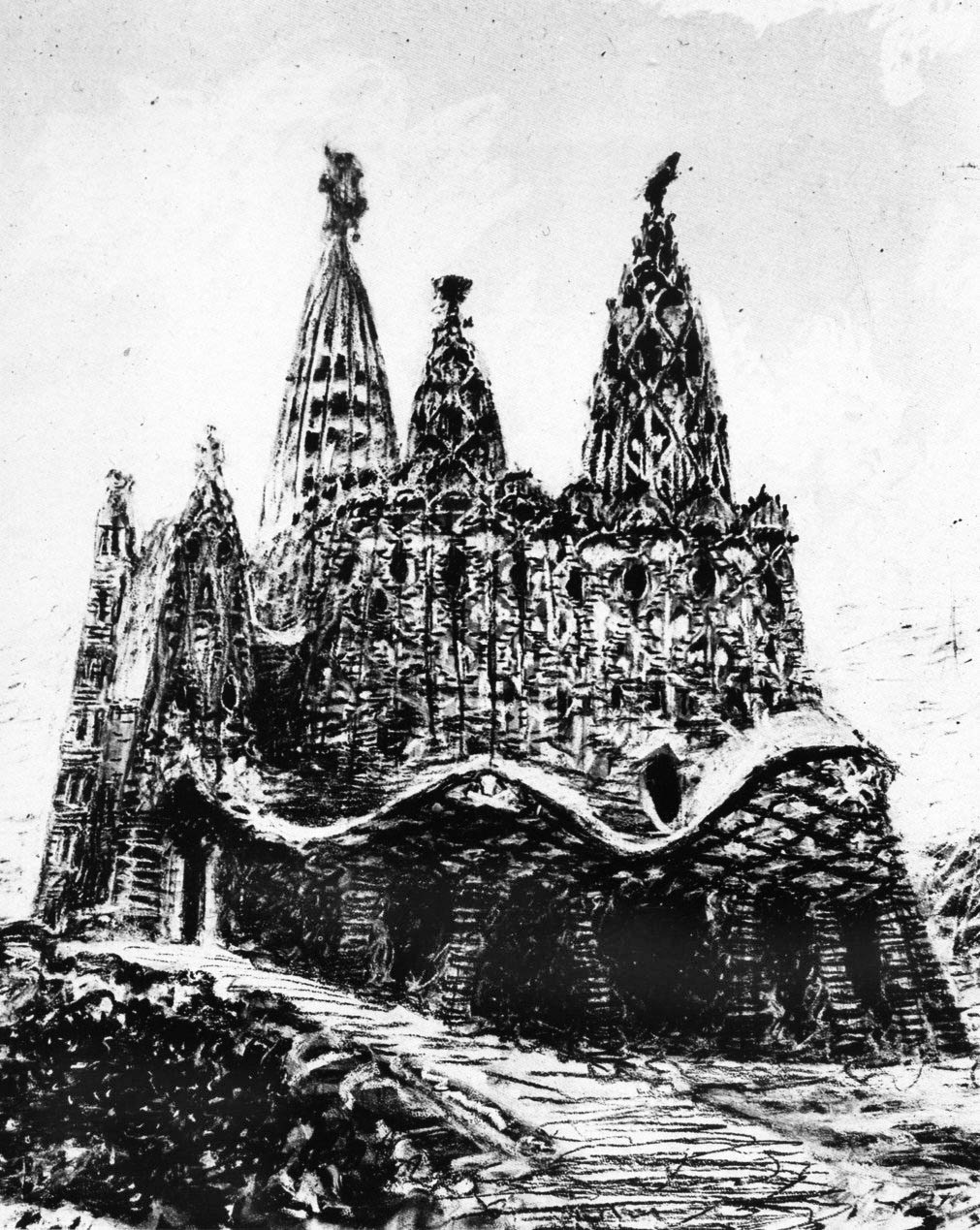
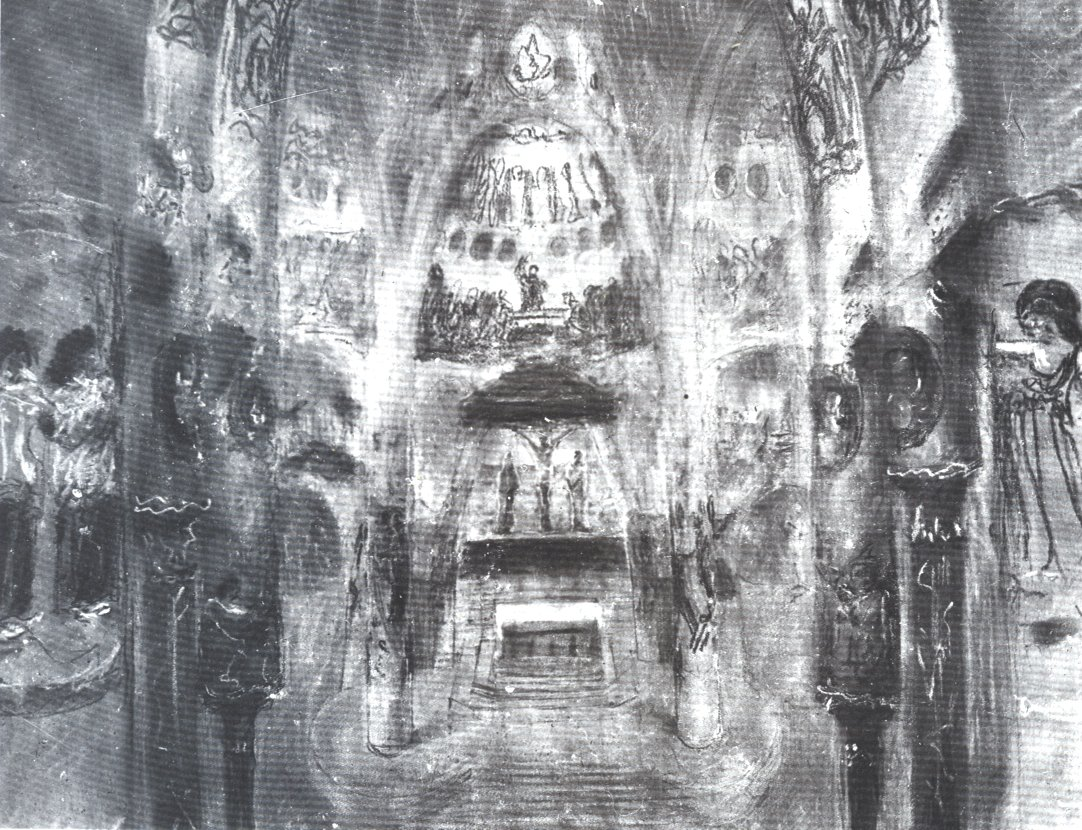
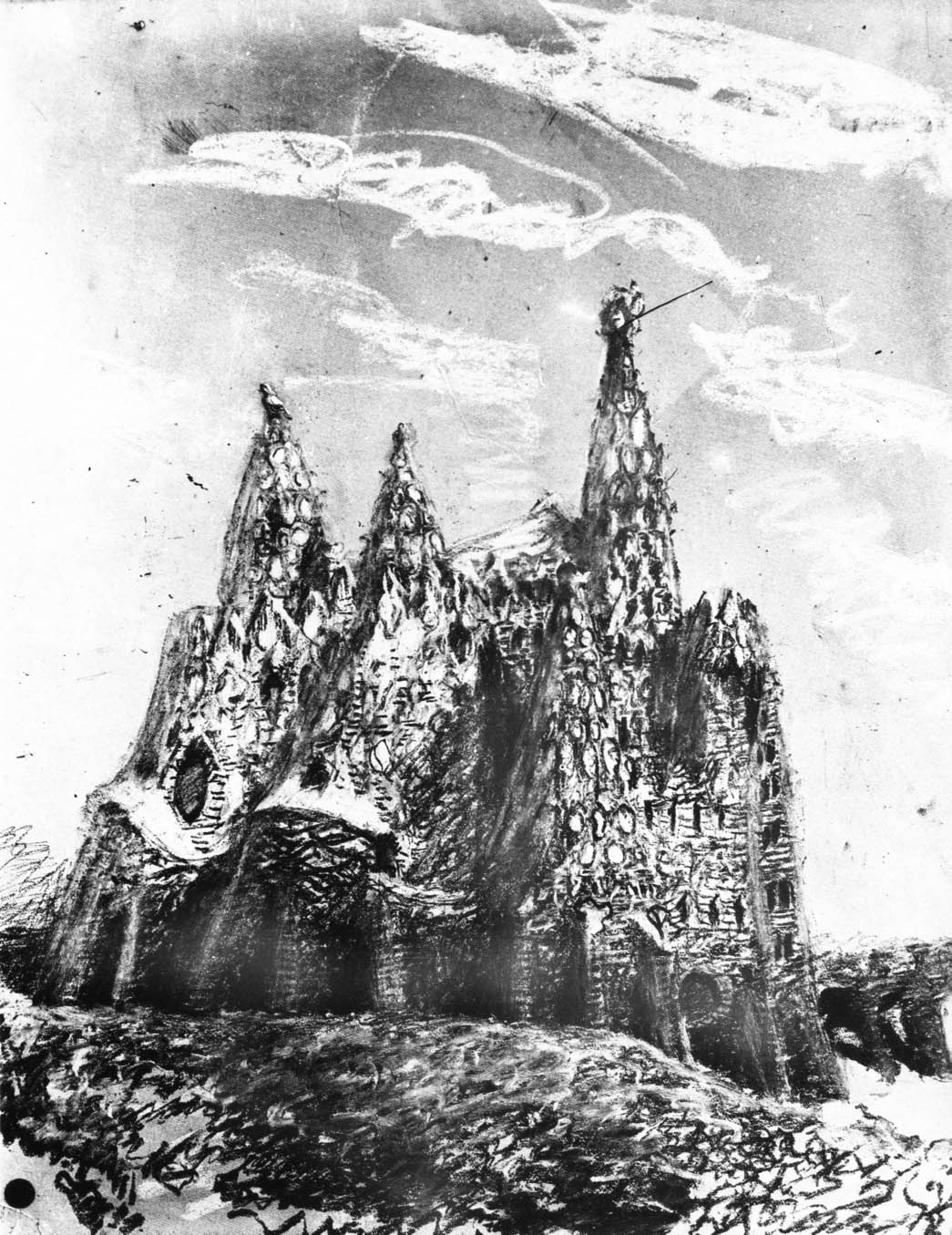
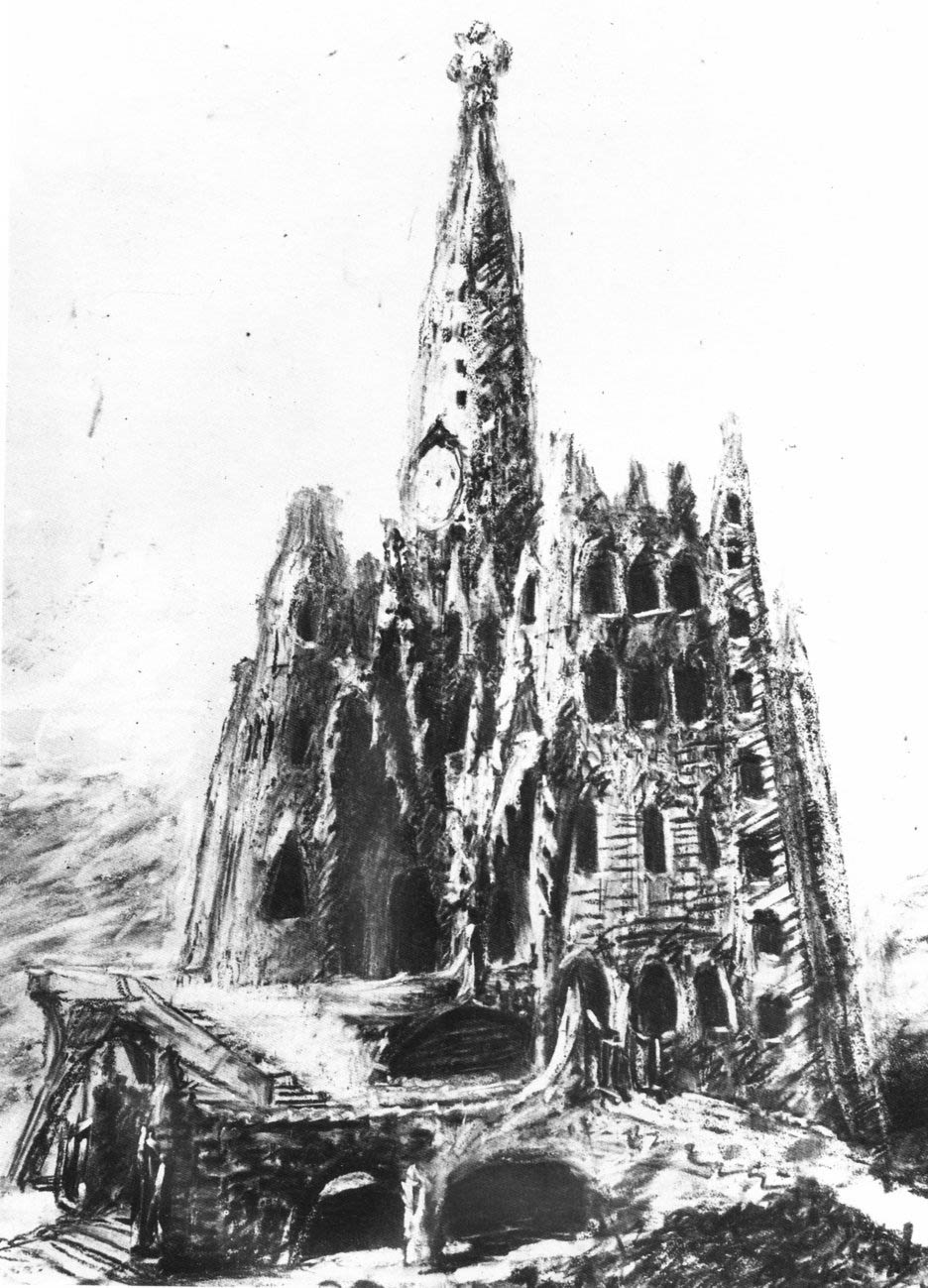

Интерьер отличается огромными цветными витражами. Внутри расположены четыре колонны неправильной формы, которые окружают алтарь. Центральный алтарь был создан Жузеп Мария Жужолом. Колонны построены из базальта. Стены облицованы стекловидным шлаком из отходов литейного производства.

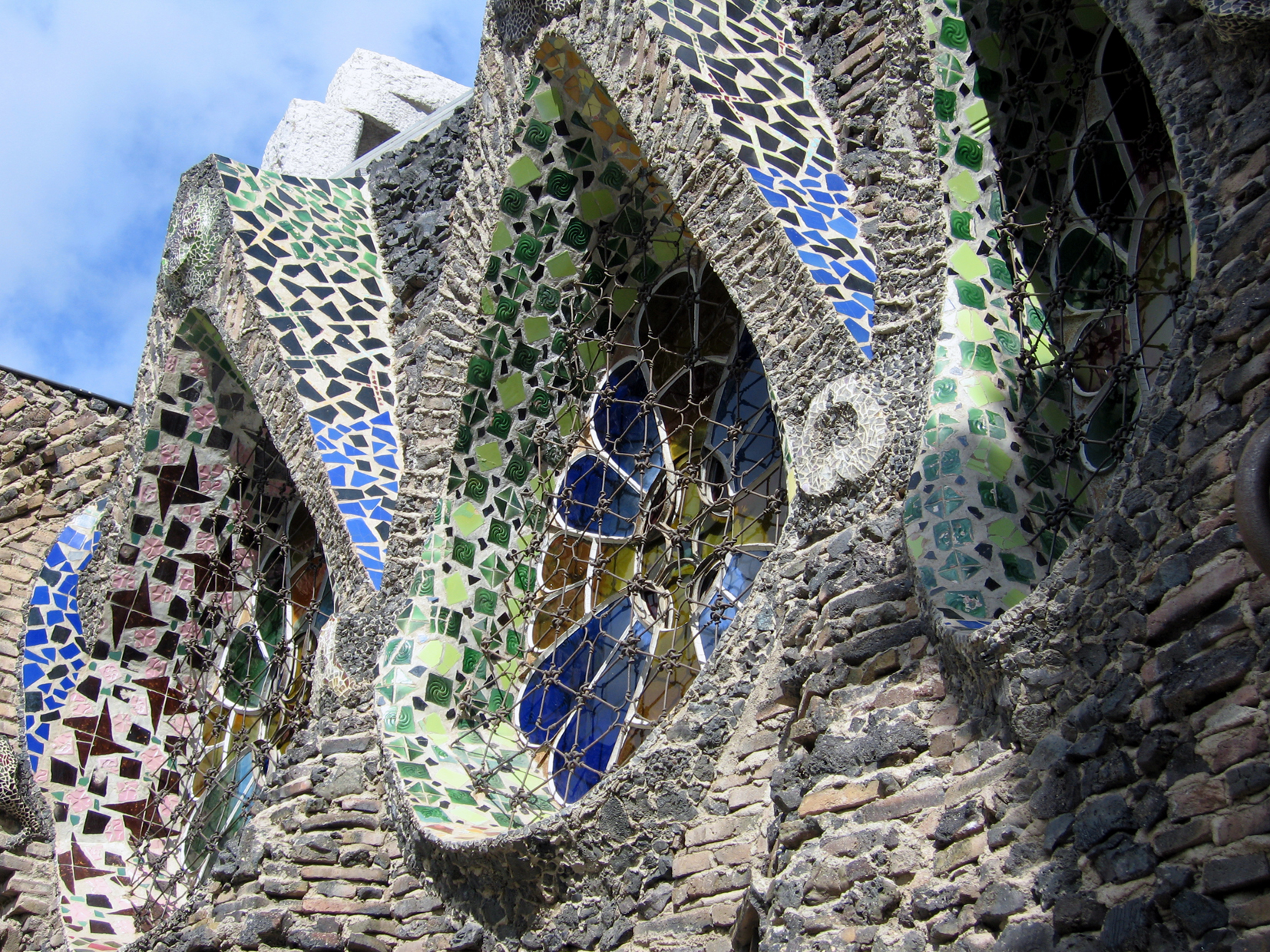
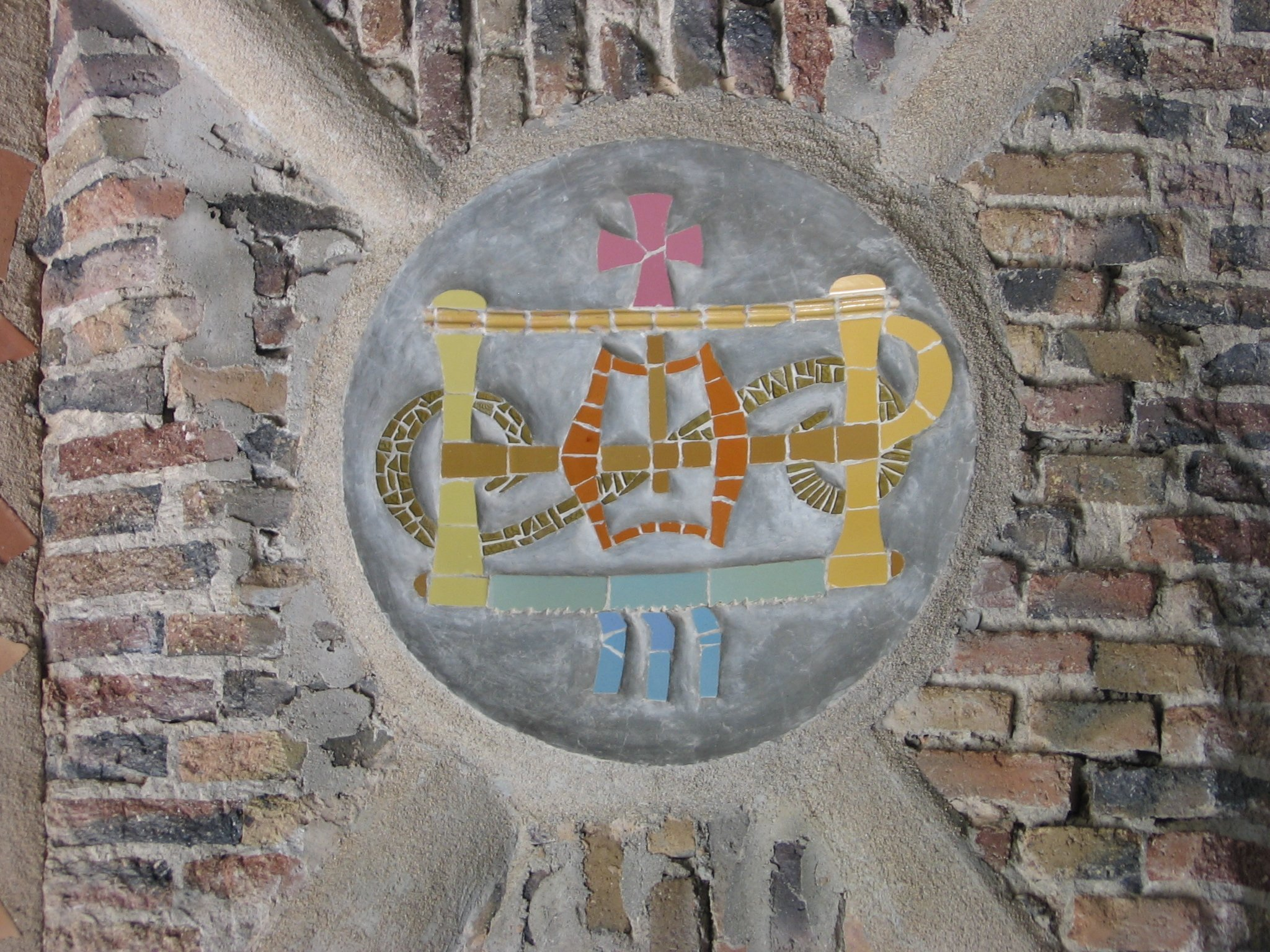
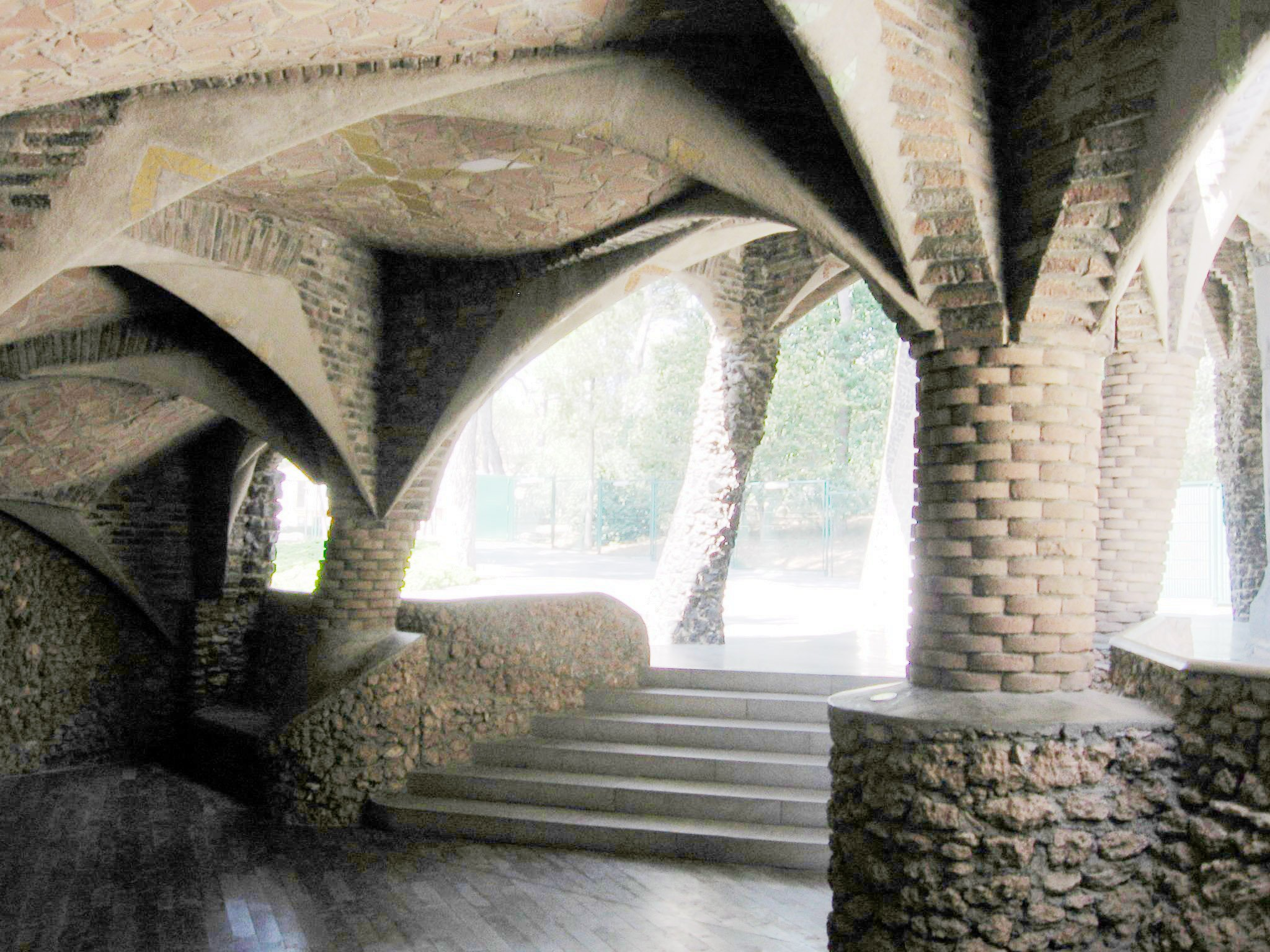
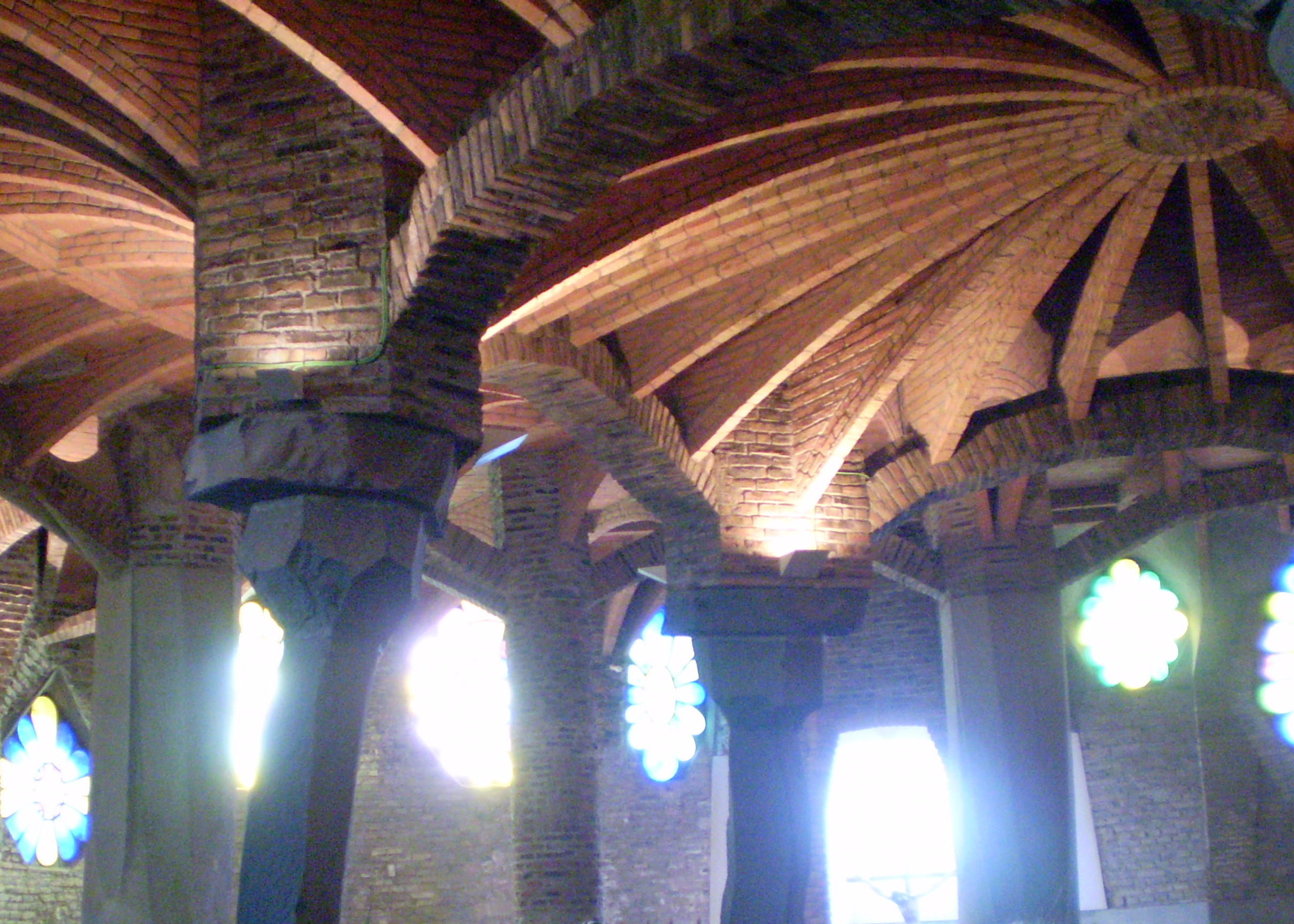
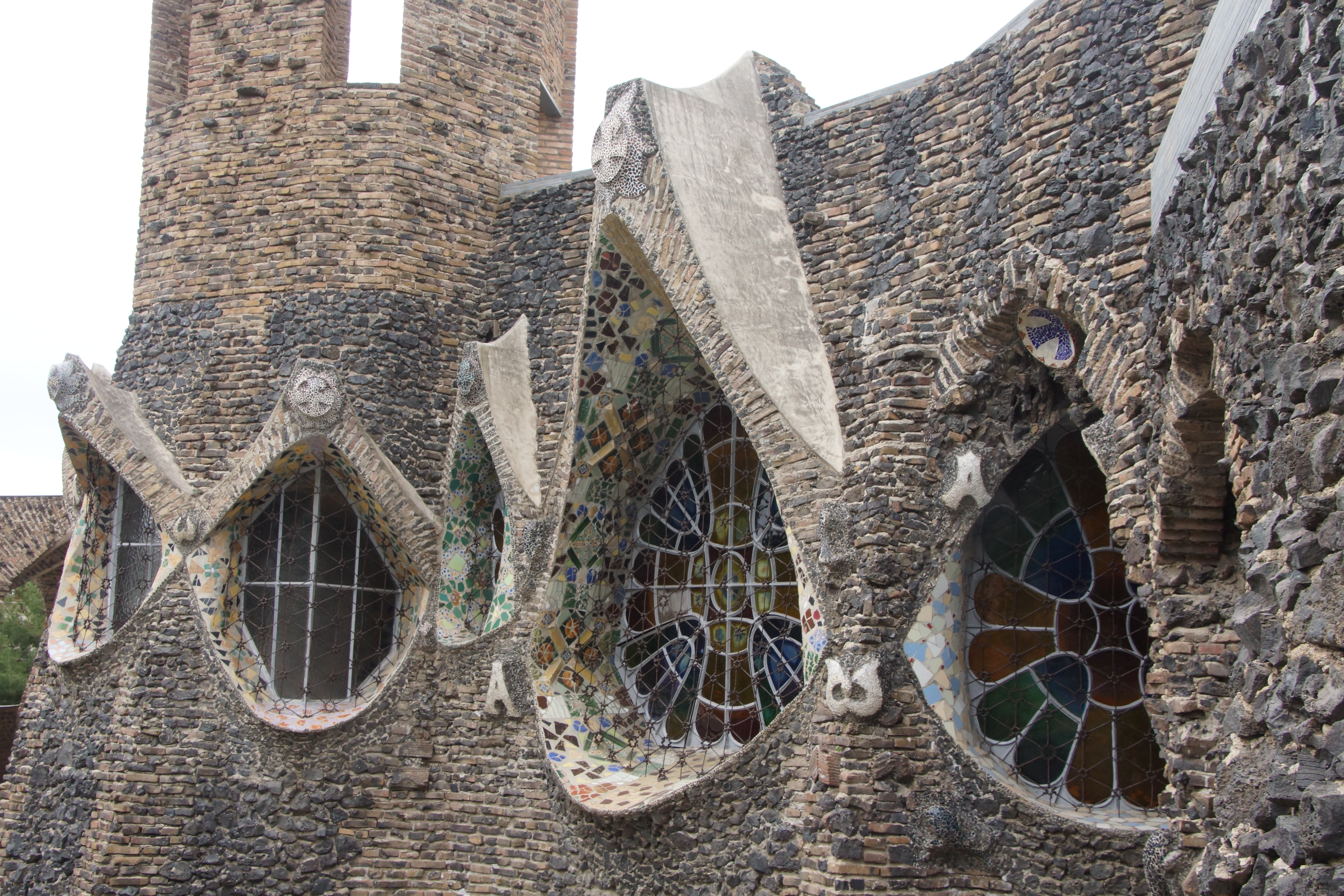
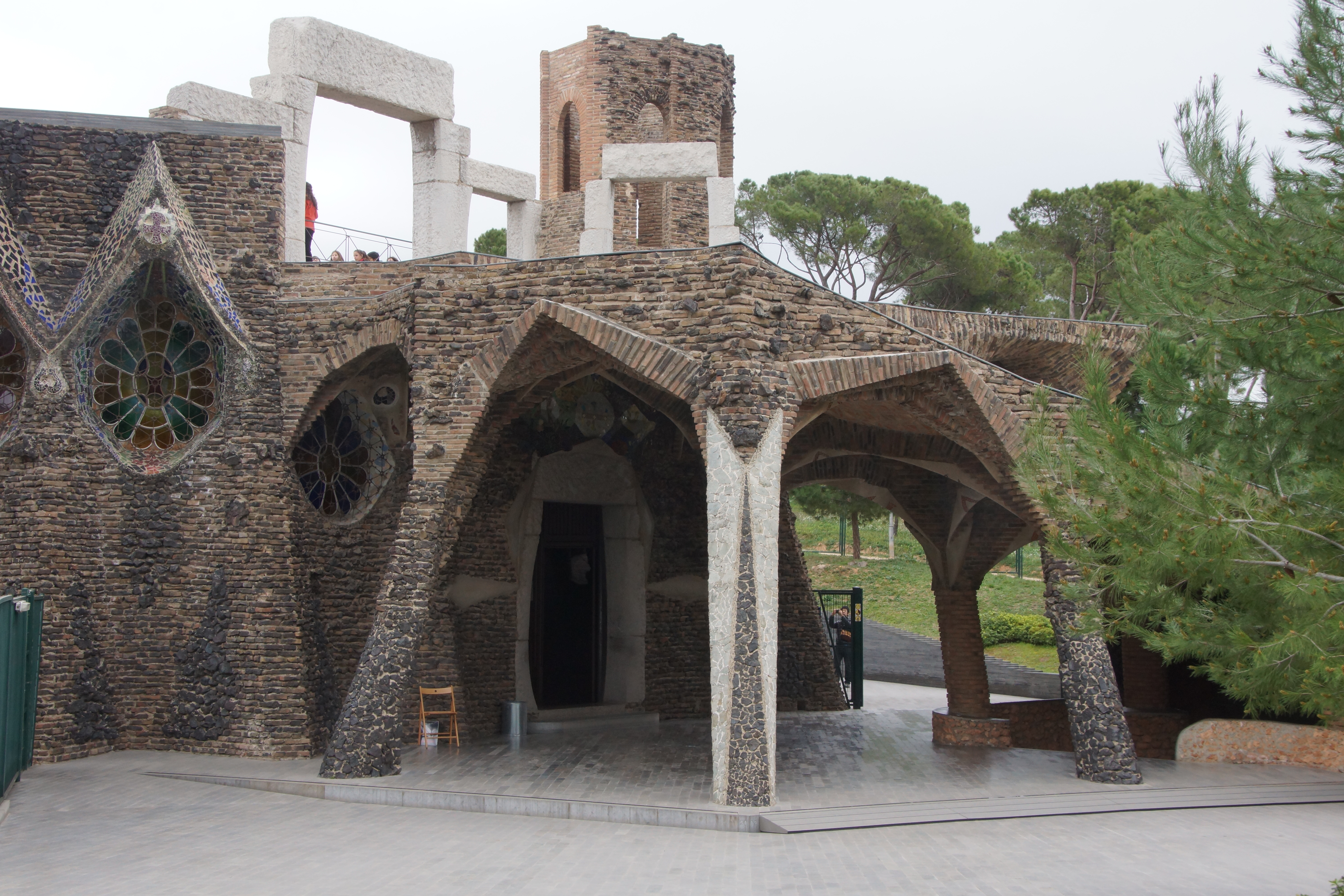

### Разрушение
Многие предметы были повреждены при захвате и разгроме церкви анархистами в 1936 году, часть скамей пропала (они были изготовлены заново в 1960 году), витражи (были восстановлены в 1980 году) и центральный алтарь (в 1965 году был построен по новому проекту Петера Хардена) были украдены.